# Hans Hækkerup

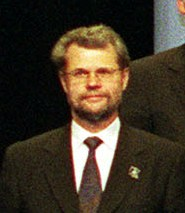
Hans Hækkerup, Oktober 2000

Hans Hækkerup (* 3. Dezember 1945 in Frederiksberg; † 22. Dezember 2013 in Mexiko) war ein dänischer sozialdemokratischer Politiker. Er war Sohn der Politiker Per Hækkerup und Grete Hækkerup und studierte Politikwissenschaften in Kopenhagen.
Hækkerup saß von 1979 bis 1981 und 1984 bis 2001 im dänischen Parlament Folketing. Hækkerup überzeugte die Sozialdemokraten von einer aktiven Rolle Dänemarks in der Außen- und Sicherheitspolitik. Das Land hatte sich zuvor durch die sogenannte „Fußnotenpolitik“ der 1980er Jahre innerhalb der NATO isoliert; 1991 stimmte seine Partei einem Beitrag zum Zweiten Golfkrieg zu.
Vom 25. Januar 1993 bis zum 21. Dezember 2000 wirkte er in vier Kabinetten als Verteidigungsminister unter Poul Nyrup Rasmussen. In seine Amtszeit fällt die Beteiligung Dänemarks an der Schutztruppe der Vereinten Nationen (UNPROFOR) im ehemaligen Jugoslawien. Auch setzte er sich im Rahmen der NATO-Osterweiterung für eine Aufnahme der baltischen Länder ein, die 2004 verwirklicht werden konnte. Hækkerup gab sein Ministeramt auf, um von Januar bis Dezember 2001 als UN-Sonderbeauftragter die zivile UN-Verwaltung im Kosovo (United Nations Interim Administration Mission in Kosovo, UNMIK) zu leiten. Nach den ersten freien Wahlen legte er sein Mandat nieder.
Hans Hækkerup war in erster Ehe mit Lise Hækkerup verheiratet. Die zweite Ehefrau Susanne Rumohr Hækkerup ist dänische Botschafterin in Mexiko, wo Hækkerup infolge einer Multisystematrophie verstarb.